# Martin Dobrotka
Martin Dobrotka (* 22. Januar 1985 in Bratislava) ist ein slowakischer Fußballspieler.

## Vereinskarriere
Dobrotka spielte in seiner Jugend für ŠK Slovan Bratislava. 18 Monate spielte er für SK Dynamo České Budějovice, zwölf Monate für FC Rimavská Sobota (als Ausleihe von Slovan), im Sommer 2006 wechselte er endgültig zum ŠK Slovan Bratislava, mit dem er zweimal slowakischer Meister wurde und den nationalen Pokalwettbewerb zweimal gewann. Dobrotka hat im April 2011 in der slowakischen Meisterschaft für Aufregung gesorgt. Er sollte die slowakische Hand Gottes gebraucht haben um das entscheidende Tor in 89. Minute gegen FC Nitra erzielt haben, ähnlich wie Diego Maradona gegen England beim WM 1986.
Am 18. August 2011 erzielte er im Rahmen der UEFA-Europa-League-Playoffs im Hinspiel gegen den AS Rom den Treffer zum überraschenden 1:0-Heimsieg.

## Nationalmannschaft
Dobrotka spielte bis jetzt genau 60 Minuten in der Slowakischen Nationalmannschaft im Spiel gegen Zypern im Februar 2009.

## Erfolge
- Fußballmeister der Slowakei: 2008/09, 2010/11
- Slowakischer Fußballpokalsieger: 2010, 2011